# 小林和生
小林 和生（こばやし かずお、1951年12月5日 - ）は、日本のフォーク、ロックミュージシャン、ベーシスト。林小 和生（りんこ わせい、リンコワッショー）こばやし やわおとも。RCサクセション時代の愛称は「リンコ」「リンコさん」。

## 人物
東京都国分寺市出身。忌野清志郎とは小学生の時からの同級生。忌野とともにRCサクセションの最古参メンバー。
1966年に忌野、破廉ケンチと共にバンド「ザ・クローバー」を結成。ザ・クローバーは1968年にRCサクセションとなる。
RCサクセションの不遇時代には東京芸術大学のベース科に入学して腕と理論を強化した。実弟の小林キンスケ（一樹）もPAエンジニアとしてRCサクセションと関わっている。
RC活動休止後はフリーのベーシストとして加奈崎芳太郎のツアーなどにも参加。同時期に遠藤ミチロウとジョイントライブを行ったりしていた。その後音楽活動から引退し現在は都内で左官をしているらしい。
2010年『文藝別冊 総特集忌野清志郎〜デビュー40周年記念号〜』(河出書房新社)にインタビューが掲載された。
日本中国友好協会の「私と中国」で二胡奏者として紹介される。